# Bezaliel
Bezaliel (também Busasejal, Basasael), Aramaico ניאל (danificado), grego Θωνιήλ (danificado), foi o décimo terceiro vigilante dos 20 líderes de 200 anjos caídos que são mencionados no antigo apócrifo Livro de Enoque. Esse anjo é provavelmente um dos mais controversos da lista de anjos caídos no Livro de Enoque, Ele é frequentemente deixado de fora da lista de anjos do capítulo 6 como um resultado da problemática transmissão do texto. A tradução de 1917 de R. H. Charles não o inclui na lista de nomes dos 20 líderes de anjos caídos. Michael Knibb diz que em 1982 existiam várias traduções do nome, todas com diferentes significados. O nome Bezaliel (sombra do Senhor) é tomado do cápitulo 69 e é o décimo terceiro anjo listado lá.

## ver também
- Anjo
- Beburos
- Uriel